# OpenSPARC
OpenSPARC — проект з розробки мікропроцесорів архітектури SPARC з відкритим кодом, розпочатий корпорацією Sun Microsystems в грудні 2005, коли корпорація повністю відкрила вихідний код на мові Verilog свого 64-бітного 32-поточного процесора UltraSPARC T1. 21 березня 2006 року Sun випустила код T1 IP core під ліцензією GNU General Public License.
11 грудня 2007 року Sun відкрила код процесора UltraSPARC T2.